# 李斌生
李斌生主教，OMB（1956年11月10日—），聖名斯德望，主業團成員，天主教澳門教區第廿四任正權主教，也是首次由在香港成長、服務人士調任為澳門主教。

## 簡歷
李主教生於香港一個非教友家庭，父母是從中國內地遷入的移民，五兄弟姐妹中排行最末。他在北角長大，在東華三院完成幼稚園和小學階段，中學在聖公會聖保羅書院就讀。後在大坑道新法書院完成預科課程。
1976年7月24日領洗後往英國攻讀大學，獲建築學士學位，1982年回港執業。在英期間認識到主業團的精神，1978年加入成為獨身團員，其後進入修院在香港及羅馬攻讀神哲學，1988年8月20日晉鐸。1990年獲得西班牙納瓦拉大學的教會法博士學位，論文題目是《中華人民共和國的政教關係》。他在香港曾擔任教區的法庭辯護人、主業團東亞區區代表、德信學校校監。他能操國、粵、英、西四語。
2014年7月11日，教宗方濟各任命李斌生為香港教區三位輔理主教之一、同年8月30日在香港教區主教湯漢樞機手上領受主教聖秩，領銜隆威。在教區他被委派負責負責四項事務（其中一項事務包括十四子項），內容圍繞教育，牧民工作，及社會傳播事務。
2016年1月16日梵蒂岡時間正午十二時（澳門時間晚上七時），教廷宣布，教宗方濟各接受澳門教區黎鴻昇主教辭呈，並同時任命李斌生接任，並於1月23日、澳門教區成立四百四十周年紀念彌撒上就任。2016年1月22日，李斌生主教及黎鴻昇主教與澳門特首崔世安會面。李主教表示接任後「會延續黎主教的工作，與政府保持密切的合作關係，教會繼續以造福市民為目標，辦好教育和社會服務等工作；分享福音信仰，正確造福人群」，同時會著重鞏固婚姻和家庭關係。
2018年12月19日，政府公佈年度授勳名單，李主教獲頒仁愛功績勳章。

## 社會立場
李主教在就職時被問到，社會上有聲音希望澳門的天主教會就社會議題表達教會的訓導時表示，要先了解教區，與副主教、神父等談談才能定立方向，又表示：「教會的出發點是愛，而邁向著的是愛，但在路途中要說出不公義的事而已」、「不要為公義而公義」，而最重要的是慈悲和愛德，「慈悲永遠超越公義」。
2017年李主教獲委任為文化遺產委員會成員，被問到是否適合，他表示「不是（不適宜）。因為，都是對政府的一個貢獻。大家幫助。」記者續問：教區會否與政府太密切？他就說：「不是很覺得。」
對於《醫學輔助生殖技術》，被問到會否以更高層次的方式向社會表達看法，例如，主教親自發出牧函、文告等？他回應，教區婚姻家庭與生命委員會是代表教區發聲，已經足夠。他又相信「政府懂得處理這些事。我相信政府會明智處理的。」

## 與中國大陆關係
2017年5月29日至6月2日，李主教自就職後首次訪問北京及毗鄰的河北省，參觀了三所修院、兩所教堂及兩間小學，並到訪國家宗教事務局，其中在中國天主教神哲學院，由修院院長馬英林接待。李主教在6月1日與宗教局副局長陳宗榮會面。
一位不願透露姓名的大陸教友對雙方對此事低調報道說：「與接見其他宗教領袖的報道相比，那只有兩句的報道，明顯是不高興李主教早前說愛國會和代表大會等機構，因為金錢和工作的原因反對中梵達成協議。」

## 牧徽

李主教牧徽

李斌生的主教牧徽上有玫瑰和藍色的背景、星光、白鴿、荊棘的心、十字的直線和橫線，意思是藉著聖母的轉禱和護佑，願我能成為一位善牧，時常由聖神獲得恩寵和默啟，仿傚著苦難耶穌聖心的慈悲，好能帶動和扶引出天主與世人的合一，及世人之間的共融」。他的格言「ut omnes unum sint」意思是「願他們眾人合而為一」（若17:21）。
另外，天主教香港教區過去五十年的主教牧徽都會包含香港和中國元素（如：維港、帆船、洋紫荊、獅子山、長城、熊貓等），惟同在香港教區晉鐸的李斌生卻沒有把任何地方色彩放進其牧徽內，令人揣測他在晉牧之時已為將來調任作好準備。